# Sándor Járay

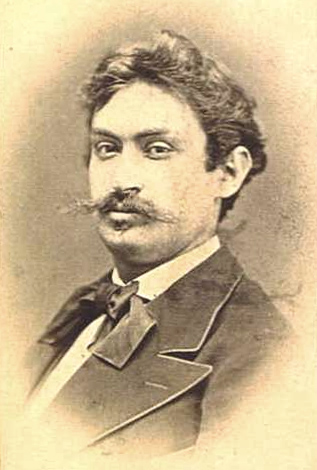
Sándor Járay (1872)

Sándor Járay (* 1845 in Temeswar als Alexander Jeitteles; † 1916) war ein Kunstmöbelfabrikant und Leiter eines Dekorations-Ateliers in Wien.

## Biografie
Sándor Járay begründete im Jahre 1868 mit einfachen Mitteln sein Atelier, und es gelang ihm in kurzer Zeit, größere Aufträge zu erhalten. Im Jahre 1869 wurde er für die Restaurierung und Umgestaltung des Zuschauerraumes am Theater an der Wien herangezogen. Weitere Aufträge waren die innere Ausstattung des Hotel Austria, des dritten Kaffeehauses im Wiener Prater und von Schwenders Colosseum, die Einrichtung der Theater und Redoutensäle in Temesvár und Warasdin. Dies trug alles zur weiteren Entwicklung des Ateliers bei. Dennoch kam für das junge Unternehmen eine kritische Zeit. Einzelne von den großen Etablissements, wie das Hotel Austria, das dritte Kaffeehaus, die Aktiengesellschaft der Temesvárer Theater und Redoutensäle litten Schiffbruch, was für Sándor Járay mit großen Verlusten verbunden war. Auch auf der Weltausstellung 1873 in Wien, an der es sich hervorragend beteiligte, endete mit materiellem Misserfolg. Er schaffte es jedoch die schwere wirtschaftliche Krise zu überwinden und bald nahm das Geschäft wieder Aufschwung.
Im Jahre 1874 wurde dem Atelier die Ausführung der Hofsalons im Bahnhof Bad Ischl übertragen, bald darauf die Einrichtung eines Teils des kaiserlichen Jagdschlosses in Lainz. Es kamen die Aufträge für die innere Ausstattung zahlreicher Räumlichkeiten des Kunsthistorischen Museums in Wien, des Zuschauerraumes und der Hofubicationen des neuen k.k. Hof-Burgtheaters und andere. Dabei gelang es ihm, mit seinen Erzeugnissen im Ausland festen Fuß zu fassen und durch seine Geschäftsreisen nach Deutschland, Russland, den Balkanstaaten und nach Amerika zu erweitern und festigen. So wurde der in der Theater- und Musik-Ausstellung in Wien exponierte „Metternich-Salon“ nach Amerika verkauft, wo er als mustergültig durch viele Jahre nachgeahmt wurde.
Weitere staatliche Aufträge erhielt er für die Restaurierung der Säle des k.u.k. Finanzministeriums, der Umbau und die Adaptierungsarbeiten des Carl- und Josefstädter Theaters, die Neuausstattung der k.k. Hofoper und die Zeremoniensäle im neuen Trakt der Hofburg. Kaiser Franz Joseph I. kaufte auf der Jubiläums-Gewerbeausstellung 1880 eine Kapelleneinrichtung, Altar und zwei Betstühle, die später in Mayerling installiert wurden.
Járay hatte noch unzählige Privataufträge. In seinem Etablissement an der Griesgasse 12 im 5. Wiener Gemeindebezirk Margareten wurden sämtliche Wohnungseinrichtungsgegenstände ausgeführt. Nach eigenen Entwürfen wurden die Objekte je nach ihrer Art von Tischlern, Bildhauern, Tapezierern, Modelleuren, Ciseleuren, Malern und Vergoldern verfertigt.
Einige seiner Werke wurden bei der Wiener Manufaktur von Friedrich Goldscheider ausgeführt. Hervorzuheben ist eine wiedergebende Darstellung des Josef Kainz Denkmals von 1911 in glasierter Keramik, welches diesen als Hamlet darstellt. 
Für seine Leistungen in der Kunstindustrie erhielt er zahlreiche Auszeichnungen. Zu den bedeutendsten gehörten die Verleihung des Ritterkreuzes des Franz-Joseph-Ordens, die Verleihung des Titels eines k.u.k. Hof- und Kammerlieferanten, und die Verleihung des Kammertitels von Erzherzog Otto. Dazu kamen noch weitere höchste Preise und Diplome von vielen Ausstellungen.
Sein Neffe Sándor Járay jun. (1870–1943) war ebenfalls ein Künstler.

## Werke

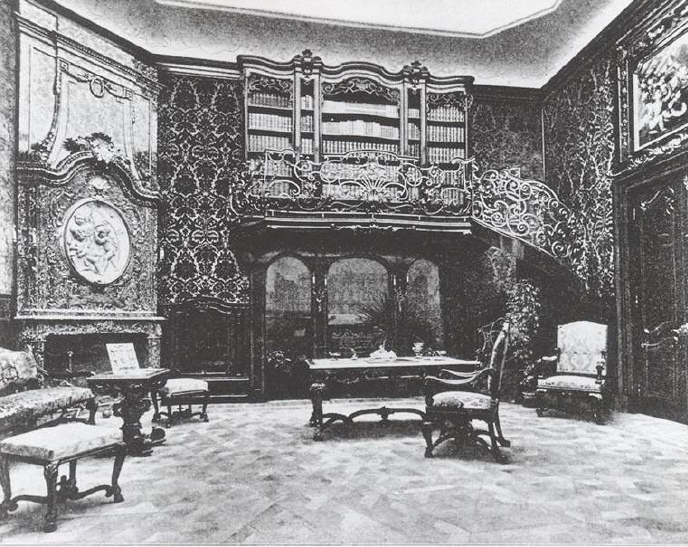
Bibliotheksraum in der Art des Wiener Barocks, gezeigt bei der Kunstgewerbeausstellung 1902 in London

- Die Möbel-Kunstindustrie. In: Dargebracht von den Industriellen Oesterreichs unter dem hohen Protectorate Seiner K. und K. Hoheit des Durchlauchtigsten Herrn Erzherzogs Franz Ferdinand (Hrsg.): Die Gross-Industrie Oesterreichs. Festgabe zum glorreichen fünfzigjährigen Regierungs-Jubiläum Seiner Majestät des Kaisers Franz Josef I. Band 3. Leopold Weiss, Wien 1898, VII. Holz- und Schnitzwaaren-Industrie; Wohnungseinrichtungen, S. 307–310.